# Скандал (песня)
«Скандал» — песня украинской певицы Тины Кароль, выпущенная 12 февраля 2021 года. Композиция записана в соавторстве с Аркадием Александровым и является лид-синглом из альбома «Красиво». В сентябре 2022 года, певица представила англоязычную версию трека.

## Описание
Главным смыслом «Скандала» Тина называет освобождение от собственных преград. Певица существует в моменте, когда избавление от боли прошлого дарит свободу будущему. Мастерски владея жанром музыкального перформанса, Тина Кароль рассказывает историю знакомую каждой девушки.
«Песня „Скандал“ о сильной девушке, которая хочет быть слабой, но только рядом с единственным мужчиной. Лишенная права на взаимную любовь она должна быть сильной, просто потому что так надо», — Тина Кароль
Песня «Скандал» написана Тиной Кароль в соавторстве с Аркадием Александровым. Большинство музыкального материала было создано с помощью синтезаторов и семплов. Смелое слияние тройных битов драм-машины, богатство электронного звука в совокупности с узнаваемым вокалом певицы. Используя ненавязчивый поп-мотив, замешанный с эстетикой конца 80-х и начала 90-х, Тина Кароль обращается к жанру диалога со слушателем. Подача вокала созвучна с манерой исполнения соул-певиц «нулевых».

## Видео
Режиссёром клипа выступил Indy Hait.
«Я снял клип-перфоманс, где главенствует не сюжет, а личность певицы и её дар рассказа большой истории в одной песни. Спектор эмоций и чувств отличает эту работу от обычного представления о клипе», — говорит Indy Hait
Так, артистка кардинально сменила образ для ролика, примерив вместо «фирменных» элегантных платьев облегающий комбинезон чёрного цвета и даже сменив цвет глаз с помощью линз.
На YouTube клип держится на первом месте во вкладке «Тренды». Видео собрало более 1 миллиона просмотров за сутки. Однако, несмотря на появления ещё ряда хитов украинской певицы, про «Скандал» никто не забыл, и он продолжил активно набирать обороты на просторах сети. За первый месяц, клип набрал более 10 миллионов просмотров в YouTube. Так, уже через несколько месяцев клип Тины Кароль смог перейти отметку в 17 миллионов просмотров, что стало своеобразным событием для исполнительницы.

## Список композиций
| №  | Название  | Текст песни                      | Музыка                           | Длительность |
| -- | --------- | -------------------------------- | -------------------------------- | ------------ |
| 1. | «Скандал» | Аркадий Александров, Тина Кароль | Аркадий Александров, Тина Кароль | 2:55         |

## Live исполнения
15 февраля 2021 года впервые с песней «Скандал», выступила в студии радио ХIT-FM (After-party для влюбленных!).
27 февраля 2021 год с песней «Скандал», Тина Кароль выступила на шоу «Женский квартал».
1 марта 2021 года в студии «Русское Радио Украина» состоялся live-концерт «Большой весенний концерт», где Тина Кароль исполнила песню «Скандал».
15 июня 2021 года Тина Кароль побывала в прямом эфире утреннего шоу на центральном канале Казахстана «AlmatyTV». Певица исполнила песню «Скандал».
16 июня 2021 года на Казахстанском телеканале «MUZZONE TV» исполнила акустическую версию песни «Скандал».
21 октября 2021 Тина Кароль во время финала национального конкурса красоты «Мисс Украина 2021» в Киеве, выступила в концертной шоу-программе. Певица исполнила две песни из нового альбома — «Красиво» и «Скандал».

## Чарты
| Чарт (2021)                                | Высшая позиция |
| ------------------------------------------ | -------------- |
| Киев (TopHit City & Country Radio Hits)    | 17             |
| Россия (TopHit YouTube Hits)               | 69             |
| СНГ (TopHit Radio & YouTube Hits)          | 209            |
| СНГ (TopHit Radio Hits)                    | 200            |
| Украина (TopHit City & Country Radio Hits) | 17             |
| Украина (TopHit Radio & YouTube Hits)      | 2              |
| Украина (TopHit YouTube Hits)              | 2              |

| Чарт (2021)                                | Высшая позиция |
| ------------------------------------------ | -------------- |
| Киев (TopHit City & Country Radio Hits)    | 28             |
| Россия (TopHit YouTube Hits)               | 91             |
| Украина (TopHit City & Country Radio Hits) | 27             |
| Украина (TopHit Radio & YouTube Hits)      | 7              |
| Украина (TopHit YouTube Hits)              | 5              |

### Годовые чарты
| Чарт (2021)                                | Высшая позиция |
| ------------------------------------------ | -------------- |
| Украина (TopHit City & Country Radio Hits) | 183            |
| Украина (TopHit Radio & YouTube Hits)      | 41             |
| Украина (TopHit YouTube Hits)              | 32             |

## История релиза
| Регион | Дата            | Формат                         | Версия  | Лейбл      | Прим.  |
| ------ | --------------- | ------------------------------ | ------- | ---------- | ------ |
| Мир    | 12 февраля 2021 | Цифровая дистрибуция, стриминг | русская | Баз лейбла | [ 28 ] |
| СНГ    | 12 февраля 2021 | Радиоротация                   | русская | Баз лейбла | [ 29 ] |